# ルイーズ・ダール＝ウォルフ
ルイーズ・ダール＝ウォルフ（Louise Dahl-Wolfe; 1895年-1989年）は、ノルウェー系の、アメリカの女性写真家。主としてファッション写真の分野で活躍した（主として1940年代・1950年代）。「ルイス・ダール＝ウォルフ」とも記載されることがある（下記参考文献「写真の歴史」参照）。
カリフォルニア州に生まれる。下記参考文献（Photographers A-Z）によると出身地はアラメダ郡となっているが、Wikipedia英語版その他ではサンフランシスコとなっている。美術を学び、もともとデザイナーをしていたが、1920年代に写真を始める。1921年、彼女は写真家のアン・ブリーグマンと出会い、アンに刺激されたことで写真を撮り始めた
1933年には、初めての写真集（"Tennessee Mountain Woman in Vanity Fair"）を刊行している。1936年に、彼女はハーパース・バザーにおいて、カーメル・スノー（Carmel Snow, Editor）、ダイアナ・ヴリーランド（Diana Vreeland, Fashion Editor）、アレクセイ・ブロドヴィッチ（Art Director）の元で仕事をした。その結果、ハーパース・バザーを代表する写真家の1人となった。
1958年、カーメル・スノーとアレクセイ・ブロドヴィッチの時代が終わったあと、ハーパース・バザーからヴォーグに仕事の場所を移した。
彼女はカラー写真で先駆的な仕事を行った。ウォルフのカラー写真作品の多くは、Fashion Institute of Technologyに所蔵されている。

## 書籍
- 写真の歴史（A World History of Photography）（ナオミ・ローゼンブラム（Naomi Rosenblum）、日本語版監修　飯沢耕太郎、美術出版社、1998年）
  - ルイーズ・ダール＝ウォルフの次の作品が掲載されている。
    - Plate Number 646: The Covert Look, 1949（カラー作品）